# Азербайджанская государственная академия художеств
Азербайджанская государственная академия художеств (азерб. Azərbaycan Dövlət Rəssamlıq Akademiyası, англ. Azerbaijan State Academy of Fine Arts) — высшее художественное учебное заведение Азербайджана, основанное в 2000 году. АГАХ является первым художественным высшим учебным заведением  в Азербайджане.

## Общие сведения
Распад Советского Союза привел к тому, что Азербайджан остался без подпитывавшей его учебно-методической базы Академии художеств СССР. В качестве базовой модели Азербайджанской государственной академии художеств была взята Российская академия художеств, с которой всегда сохранялись тесные творческие контакты.
Ежегодно обучается более 800 студентов.
В Академии регулярно проводятся республиканские и международные конференции, творческие выставки. При департаменте науки действует студенческое научное творческое общество. В этом обществе представлены художники. Студенты и аспиранты АГАХ участвуют в студенческих научных конференциях и выставках. Департамент науки возглавляет Нигяр Ахундова.

## Структура
В академии работают 102 профессора-преподавателя, в том числе 2 доктора наук, 13 профессоров, 7 кандидатов наук, 13 доцентов. 
В Академии представлены следующие специальности:
- Живопись
- Графика
- Архитектура
- Дизайн
- Декоративное искусство
- Скульптура
- Художественная критика
- Изобразительное искусство

### Департамент науки
Основным направлением деятельности Департамента науки Академии художеств является планирование и реализация научно-исследовательских и творческих работ, подготовка аспирантов и докторантов, подготовка необходимых учебных пособий для преподавания.
За период своего существования кафедра опубликовала 15 монографий, 30 учебников, около 60 методических пособий, 1 антологию и 1 альбом.

## Факультеты

### Архитектура и дизайн
Для создания кафедры «Архитектура» в 2001 году при создании Азербайджанской государственной академии художеств в Академию был приглашен опытный архитектор, член Союза архитекторов Азербайджана Казим Алишир Агабеков. В это же время на кафедре начали работать десять преподавателей. 
На кафедре работают 18 преподавателей, из них 1 доктор искусствоведения, 3 профессора, 2 доцента. Заведующей кафедрой является Мамедова Гюляр Гюльага гызы.
По специальности «Архитектура» в настоящее время обучаются 42 студента. Основной целью кафедры является подготовка студентов к созданию дизайна, архитектуры и интерьера высокого уровня, отвечающим современным требованиям.

### Декоративно-прикладное искусство
Факультет декоративно-прикладного искусства действует на основании решения Министерства образования Азербайджана от 12 июля 2013 года №46-11-4146/17 и решения Ученого совета АДРА от 07.07.2013 года. На факультете предоставляется образование на степень бакалавра и магистра по специальности «Декоративное искусство» (художественный ковер, художественный текстиль, художественная керамика, художественный металл, художественное стекло).
Факультет состоит из 2 кафедр — «Искусство текстильного и коврового искусства» и «Искусство керамики, стекла и металла». На факультете преподают 3 профессора, 7 доцентов, 11 старших преподавателей, 4 преподавателя. Организация преподавания развивается в соответствии с национальными традициями декоративно-прикладного искусства и требованиями современности. Специальная подготовка осуществляется в форме формального обучения для студентов и аспирантов. 
В 2017/2018 учебном году преподавательский состав факультета «Декоративно-прикладное искусство» состоял из 21 человека. 
На степень бакалавра обучаются 228 студентов, на степень магистратуры - 17 студентов. На степень бакалавра 46 студентов обучаются по государственному заказу, 182 - на платной основе. В магистратуре 8 студентов получают обравзование по государственному заказу, 9 студентов - на платной основе. Среди них студенты из Ирана, Грузии, Китая и России.

### Изобразительное искусство
Факультет изобразительного искусства действует со дня образования академии. Факультет включает 3 специальности: «Графика», «Рисунок», «Скульптура». Обучение составляет 4 года для получения степени бакалавра и 1½ года для получения степени магистра. Действуют 4 кафедры: «Живопись», «Графика», «Академическая живопись и композиция», «Скульптура».

### Искусствоведение
На факультете функционируют кафедры «История искусств» и «Гуманитарные и общественные науки». Уроки ведутся на азербайджанском языке. 
Учебные планы, применяемые на факультете, разрабатываются в соответствии с болонской системой.

## Ректоры
- Омар Эльдаров (2001 — 15 февраля 2023)[7][8]
- Натик Алиев (с 15 февраля 2023)[1]

## Награды
- Орден «United Europe Аward» (2011 год) — за плодотворную деятельность в укреплении международного научного, делового и культурного партнёрства[9]